# 依西太尔
依西太尔（商品名：Cestex）是一种含氮有机化合物，化学式C20H26N2O2，能作为兽用驅蟲藥。